# Кирххайм-ам-Рис
Кирххайм-ам-Рис (нем. Kirchheim am Ries) — община в Германии, в земле Баден-Вюртемберг. 
Подчиняется административному округу Штутгарт. Входит в состав района Восточный Альб.  Население составляет 1915 человек (на 31 декабря 2010 года). Занимает площадь 21,05 км².

## Города-побратимы
- Солароло, Италия (1999)